# Río Emba
El río Emba (en kazajo: Ембі ó Жем; en ruso: Эмба) es un largo río que discurre por el oeste de Kazajistán. Tiene una longitud de 725 km y drena una cuenca de 40 400 km².

## Geografía
El río Emba nace en los altos de Mugodzhar, a unos 640 kilómetros al suroeste del mar Caspio. Fluye por el norte de la meseta de Ustyurt, y alcanza el mar Caspio por una serie de lagunas poco profundas, que eran navegables en el siglo XVIII. El curso inferior atraviesa una zona de minas de sal y los campos Emba son ricos en petróleo. 
Es considerado por algunos expertos como el límite natural entre los continentes de Asia y Europa. En 1725, fue propuesto por primera vez por el cartógrafo sueco Philip Johan von Strahlenberg.
Hay también una ciudad llamada Emba en Kazajistán, donde entre 1967 y 1970 se pusieron en marcha 4 cohetes del tipo MR-12.